# Општина Михај Витеазу (Констанца)
Михај Витеазу (рум. Mihai Viteazu) општина је у Румунији у округу Констанца.
Oпштина се налази на надморској висини од 30 m.